# Muhammad ibn Shâkir al-Kutubî
 (février 2018).
Abû ‘Abd Allâh Muḥammad ibn Shâkir ibn Aḥmad al-Kutubî est un historien et biographe syrien né dans le village de Darayya, près de Damas, vers 1297 (an 686 de l'Hégire), mort à Damas le 23 juin 1363 (11 du mois de ramadan de l'an 764 de l'Hégire).
Ayant vécu principalement à Damas, il n'y remplit aucune fonction civile ou religieuse, mais exerça toute sa vie le métier de libraire, d'où son surnom al-Kutubî qui signifie « l'homme des livres ».
Il est l'auteur des œuvres suivantes :
- ‘Uyûn al-Tawârîkh (Sources des histoires), longue chronique historique allant du temps de Mahomet à l'an 760 de l'Hégire (1359/60), conservée dans des manuscrits, mais non éditée à ce jour ;
- Fawât al-Wafayât (Omissions du Wafayât), dictionnaire biographique contenant environ 600 notices, ayant comme fonction de remplir les lacunes du très célèbre Wafayât al-a‘yân wa-anbâ' abnâ' al-zamân (Nécrologies des hommes éminents et informations sur les contemporains) d'Ibn Khallikân (Erbil, 1211-Damas, 1282), autre dictionnaire biographique qui contient 855 notices et qui a d'ailleurs inspiré de nombreux « suppléments » ou « suites » ; ici, non pas suite, mais comblement des lacunes, avec notamment les biographies de souverains systématiquement omises dans le Wafayât ; ordre alphabétique des ism.

## Édition
- Iḥsân ‘Abbâs (éd.), Ibn Shâkir al-Kutubî. Fawât al-Wafayât, Beyrouth, Dâr al-Thaqâfah, 1973-74 (4 vol.).